# Athanase l'Athonite
Pour les articles homonymes, voir Athanase.
Athanase l'Athonite (grec : Αθανάσιος ο Αθωνίτης) ou Athanase de Trébizonde, né vers 930 et mort le 5 juillet 1000, est un moine byzantin qui fonda la communauté monastique du mont Athos. Saint, il est l'une des plus grandes figures du monachisme chez les chrétiens orientaux.

## Biographie

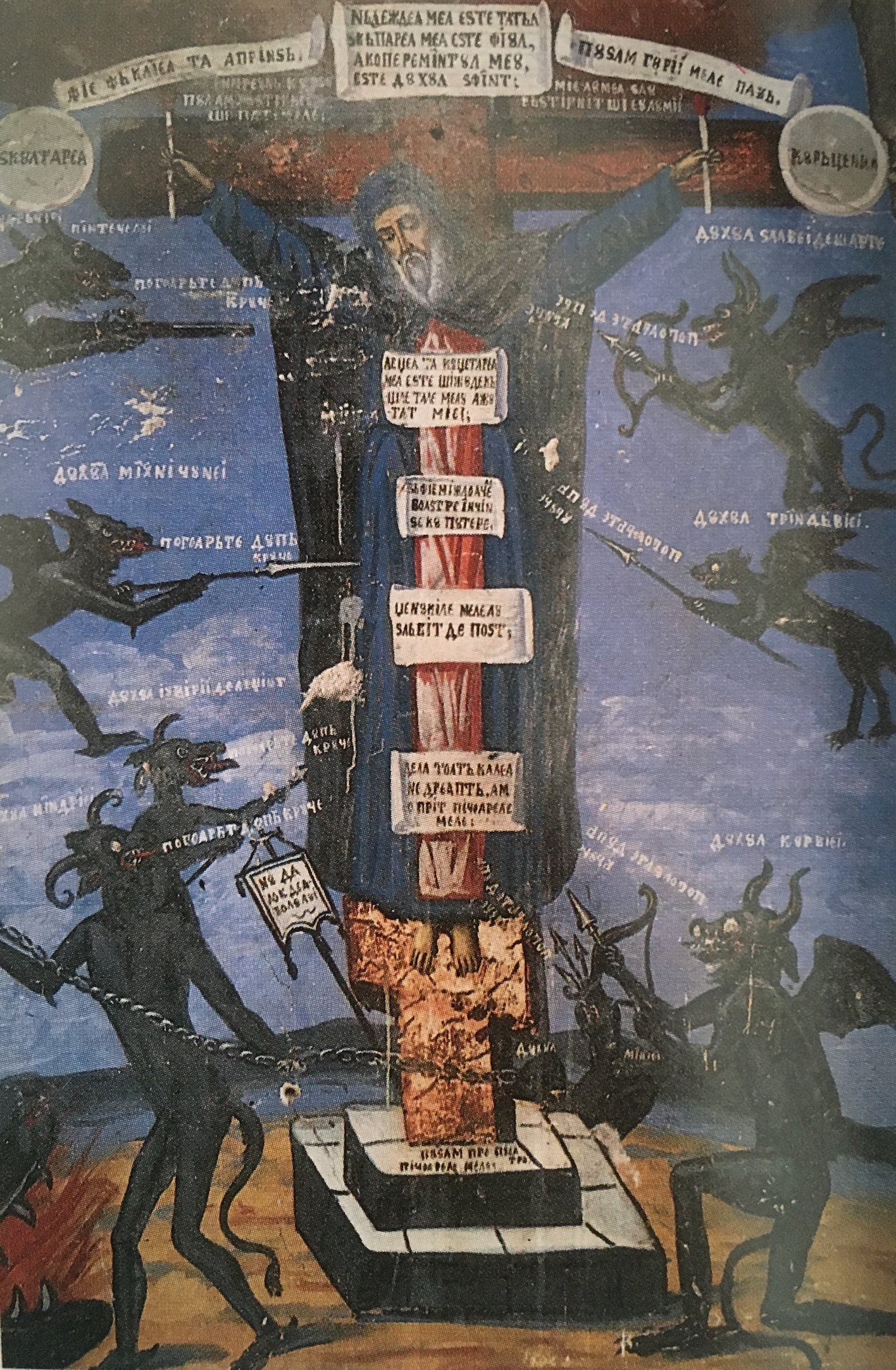
Fresque représentant Athanase l’Athonite, dans l’église de la Grande Laure. Michel Kaplan, Tout l’or de Byzance (p. 120), collection « Découvertes Gallimard ».

Athanase naît à Trébizonde (aujourd'hui Trabzon en Turquie), sous le prénom d'Abramios, dans une famille de la haute aristocratie byzantine. Orphelin de père et de mère peu après sa naissance, il est recueilli par une parente de sa mère, épouse d'un des personnages les plus en vue de Trébizonde. Pour parfaire ses études, il se rend à Constantinople où il obtient un poste de professeur. Il rencontre Michel Maleïnos, higoumène d'un monastère du mont Kyminas en Bithynie. La rencontre du moine détermine la vocation du jeune professeur qui repart en Bithynie avec son mentor. Il reçoit le nom monastique d'Athanase et se lie d'amitié avec le neveu de Michel Maleïnos, Nicéphore Phocas, futur empereur byzantin. Au bout de quelques années, Athanase disparaît. On le retrouve, ermite incognito, sur le mont Athos, où il n'avait emporté avec lui que ses vêtements, deux livres et la cuculle (capuche) de son père spirituel. Il aide ses congénères contre les attaques sarrasines.
Athanase voulait rester seul, mais l'empereur byzantin, qui en décida autrement, le fit rechercher et le retrouva. Les ermites athonites, ayant compris le grand intérêt que l'empereur portait à ce personnage, lui demandèrent d'intercéder auprès de Léon Phocas, le frère du souverain, venu en pèlerinage sur la « Sainte Montagne », pour que le Protaton (l'église principale) de Karyès fût reconstruite et agrandie. Le soutien impérial lui donna également les moyens nécessaires pour fonder en 963 le monastère de la Grande Laure sur la Sainte Montagne, en incorporant divers skites. D'autres monastères suivent, malgré l'opposition des ermites.
Après la mort de Nicéphore II Phocas, ses ennemis le poussèrent à quitter le mont Athos pour Chypre, où il vécut jusqu'à l'avènement de l'empereur Jean Ier Tzimiskès, qui reprit le mécénat de la Grande Laure et accorda à celle-ci sa première charte en 971.
Athanase, stimulé par une vision divine, reprit immédiatement le chemin de la « Sainte Montagne » où il devint higoumène. Autour de 965, il consigne l'ensemble des règles monastiques dans un typikon pour les cénobites, basé sur les compilations de Théodore Studite et Basile de Césarée.
Reprenant son œuvre de bâtisseur, Athanase lui-même participa à la construction des monastères. Ainsi, il se fit tour à tour maçon, menuisier, charpentier. C'est là qu'il mourut, le 5 juillet 1000, écrasé par la coupole d'une église à laquelle il travaillait.
Il est fêté le 5 juillet.

## Liens
- Ressource relative à la religion :   - Dictionnaire de spiritualité
- Notices dans des dictionnaires ou encyclopédies généralistes :   - Britannica
  - Deutsche Biographie
  - Enciclopedia De Agostini
  - Gran Enciclopèdia Catalana
  - Universalis
- Notices d'autorité :   - VIAF
  - ISNI
  - BnF (données)
  - IdRef
  - LCCN
  - GND
  - Pays-Bas
  - Pologne
  - Israël
  - Vatican
  - WorldCat